# Mouctar Diakhaby
Mouctar Diakhaby (ur. 19 grudnia 1996 w Vendôme) – gwinejski piłkarz francuskiego pochodzenia występujący na pozycji obrońcy w hiszpańskim klubie Valencia CF oraz w reprezentacji Gwinei.

## Kariera klubowa
Od 2013 szkolił się w szkółce piłkarskiej Olympique Lyon. 10 września 2016 zadebiutował w drużynie zawodowej Olympique Lyon na szczeblu Ligue 1. W dniu 30 listopada 2016 r., zdobył swoją pierwszą bramkę w Ligue 1.
| Sezon   | Klub           | Kraj      | Rozgrywki        | Mecze | Bramki | Rozgrywki Europy                    | Mecze | Bramki |
| ------- | -------------- | --------- | ---------------- | ----- | ------ | ----------------------------------- | ----- | ------ |
| 2016/17 | Olympique Lyon | Francja   | Ligue 1          | 21    | 1      | Liga Mistrzów UEFA Liga Europy UEFA | 3 8   | 0 3    |
| 2017/18 | Olympique Lyon | Francja   | Ligue 1          | 12    | 1      | Liga Europy UEFA                    | 4     | 1      |
| 2018/19 | Valencia CF    | Hiszpania | Primera División | 22    | 2      | Liga Mistrzów UEFA Liga Europy UEFA | 5 6   | 0 0    |

Stan na: 19 maja 2019 r.

## Kariera reprezentacja
Diakhaby grał w młodzieżowych reprezentacjach Francji w wielu kategoriach wiekowych.